# Pristimantis reichlei
Pristimantis reichlei är en groddjursart som beskrevs av Jose M. Padial och De la Riva 2009. Pristimantis reichlei ingår i släktet Pristimantis och familjen Strabomantidae. Inga underarter finns listade i Catalogue of Life.